# Harold Stamper
Harold Jack Stamper (Stockton-on-Tees, 6 de outubro de 1889 - janeiro de 1939) foi um futebolista inglês que competiu nos Jogos Olímpicos de 1912, sendo campeão olímpico.
Harold Stamper pela Seleção Britânica de Futebol conquistou a medalha de ouro em 1912.